# 弱引力透镜
星系尺度的引力透镜行为属于弱引力透镜效应。当一个孤立星系起着引力透镜的作用时，就不僅容易使略過星系外部的光線產生偏折，而且也将使得从内部穿过星系星系质量分布的光线产生不同程度的偏折。这是因为恒星对于光线的遮挡可以被忽略，因而星系对光线是足够透明的，
于是观察者可以看到光源的多重像。因此，弱引力透镜效应被认为是现在宇宙学中最好的测量暗物质的方法。
然而，星系尺度的引力透镜效应不同于恒星级天体中的引力透镜现象，后者严格遵守爱因斯坦引力透镜公式。
根据爱因斯坦公式，光线的偏转角度为
{\displaystyle \theta ={\frac {4GM}{rc^{2}}}}，
公式中，G为牛顿万有引力常数；M 为天体的质量；r为碰撞参数；c是光速。
显然，在爱因斯坦公式中，光线的偏转角度与物体的质量成正比；与碰撞参数成反比，即光线的入射路径离
天体越近偏转角度越大。爱因斯坦的这一理论预言最初由爱丁顿于1919年5月通过天文观测所证实。